# Maszyce
Maszyce – wieś w Polsce, położona w województwie małopolskim, w powiecie krakowskim, w gminie Skała.
| SIMC    | Nazwa    | Rodzaj    |
| ------- | -------- | --------- |
| 0334250 | Brzeziny | część wsi |

## Historia
Miejscowość ma metrykę średniowieczną i istnieje co najmniej od XIV wieku. Wymieniona w 1381 w dokumencie zapisanym w języku łacińskim jako Masicicz, 1388 Massiczicz, 1390 Masicz, 1395 Masiczicz, Masszicz, Massziczicz, Massczicz, Maziczicz, Maszicz, 1396 Masziczicz, 1397 Masisicz, 1398 Massiczicze, Mascicice, 1399 Massziczicze, Masczyczycz, 1400 Maschicze, Maschicz, Maschiczicz, 1401 Maschiczicze 1404 Maschicice, 1405 Masziczicze, Masicze, Massicze, Masszicze, 1408 Maszice, Masiczicze, 1410 Maschice, Masziczice, 1411 Maszicze, 1418 Machyczycze, Masschicze, Massycze, Masschycze, 1421 Massicicze, 1424 Masszyczycze, 1425 Massychiczice, Masschicice, 1427 Maszicice, Maszichice, Masziczche, 1443 Mesthicze, 1445 Meschicze .
W latach 1975–1998 miejscowość administracyjnie należała do województwa krakowskiego.
W Maszycach działa klub sportowy „LKS Maszycanka”, Ochotnicza straż pożarna oraz Koło Gospodyń Wiejskich.